# Qualificazioni al campionato europeo dei piccoli stati maschile di pallavolo 2004
Le qualificazioni al campionato europeo dei piccoli stati maschile di pallavolo 2004 si sono svolte dal 19 al 29 dicembre 2003: al torneo hanno partecipato otto squadre nazionali europee di stati con meno di un milione di abitanti e quattro di queste si sono qualificate al campionato europeo dei piccoli stati 2004.

## Regolamento
Le squadre hanno disputato una fase a gironi con formula del girone all'italiana: le prime due classificate di ogni girone si sono qualificate per il campionato europeo dei piccoli stati 2004 (anche la nazionale del paese organizzatore, nonostante già qualificata, ha partecipato alle qualificazioni: nel caso in cui questa si classifichi tra le prime due del proprio girone, nessun'altra nazionale è ripescata).

## Squadre partecipanti
- Andorra
- Cipro
- Fær Øer
- Irlanda
- Irlanda del Nord
- Islanda
- Lussemburgo
- Scozia

## Torneo
| Girone A         | Girone B    |
| ---------------- | ----------- |
| Andorra          | Fær Øer     |
| Cipro            | Islanda     |
| Irlanda          | Lussemburgo |
| Irlanda del Nord | Scozia      |

### Girone A

#### Risultati
| 27 dicembre 2003 ?, ? Durata: 1h:00 - Spettatori: 50  | Irlanda del Nord | 0 - 3 | Cipro            | 16-25, 15-25, 11-25        |
| 27 dicembre 2003 ?, ? Durata: 1h:26 - Spettatori: 200 | Andorra          | 3 - 1 | Irlanda          | 22-25, 25-16, 25-16, 25-13 |
| 28 dicembre 2003 ?, ? Durata: 1h:05 - Spettatori: 50  | Cipro            | 3 - 0 | Irlanda          | 25-17, 25-12, 25-19        |
| 28 dicembre 2003 ?, ? Durata: 1h:34 - Spettatori: 175 | Irlanda del Nord | 1 - 3 | Andorra          | 25-20, 23-25, 16-25, 20-25 |
| 29 dicembre 2003 ?, ? Durata: 1h:23 - Spettatori: 50  | Irlanda          | 1 - 3 | Irlanda del Nord | 17-25, 9-25, 25-18, 20-25  |
| 29 dicembre 2003 ?, ? Durata: 1h:11 - Spettatori: 150 | Andorra          | 0 - 3 | Cipro            | 16-25, 20-25, 20-25        |

#### Classifica
| Pos | Squadra          | Pt | G | V | P | SV | SP | Ratio | PF  | PS  | Ratio |
| --- | ---------------- | -- | - | - | - | -- | -- | ----- | --- | --- | ----- |
| 1   | Cipro            | 6  | 3 | 3 | 0 | 9  | 0  | MAX   | 225 | 146 | 1.541 |
| 2   | Andorra          | 5  | 3 | 2 | 1 | 6  | 5  | 1.200 | 248 | 229 | 1.083 |
| 3   | Irlanda del Nord | 4  | 3 | 1 | 2 | 4  | 7  | 0.571 | 219 | 241 | 0.909 |
| 4   | Irlanda          | 3  | 3 | 0 | 3 | 2  | 9  | 0.222 | 189 | 265 | 0.713 |

### Girone B

#### Risultati
| 19 dicembre 2003 ?, ? Durata: 1h:11 - Spettatori: 50  | Islanda     | 0 - 3 | Fær Øer     | 22-25, 24-26, 20-25               |
| 19 dicembre 2003 ?, ? Durata: 1h:10 - Spettatori: 200 | Scozia      | 3 - 0 | Lussemburgo | 25-15, 25-16, 25-21               |
| 20 dicembre 2003 ?, ? Durata: 1h:22 - Spettatori: 150 | Lussemburgo | 3 - 1 | Islanda     | 25-15, 25-21, 25-27, 25-14        |
| 20 dicembre 2003 ?, ? Durata: 1h:09 - Spettatori: 300 | Scozia      | 0 - 3 | Fær Øer     | 20-25, 23-25, 18-25               |
| 21 dicembre 2003 ?, ? Durata: 1h:43 - Spettatori: 150 | Fær Øer     | 3 - 2 | Lussemburgo | 25-12, 19-25, 25-20, 19-25, 15-11 |
| 21 dicembre 2003 ?, ? Durata: 1h:06 - Spettatori: 300 | Islanda     | 0 - 3 | Scozia      | 16-25, 24-26, 11-25               |

#### Classifica
| Pos | Squadra     | Pt | G | V | P | SV | SP | Ratio | PF  | PS  | Ratio |
| --- | ----------- | -- | - | - | - | -- | -- | ----- | --- | --- | ----- |
| 1   | Fær Øer     | 6  | 3 | 3 | 0 | 9  | 2  | 4.500 | 254 | 220 | 1.155 |
| 2   | Scozia      | 5  | 3 | 6 | 1 | 6  | 3  | 2.000 | 212 | 178 | 1.191 |
| 3   | Lussemburgo | 4  | 3 | 1 | 2 | 5  | 7  | 0.714 | 245 | 255 | 0.961 |
| 4   | Islanda     | 3  | 3 | 0 | 3 | 1  | 9  | 0.111 | 194 | 252 | 0.770 |

## Squadre qualificate
- Andorra
- Cipro
- Fær Øer
- Scozia